# Pace Mannion
Pace Shewan Mannion (Salt Lake City, Utah, 22 de septiembre de 1960) es un exjugador de baloncesto estadounidense que jugó seis temporadas en la NBA, además de hacerlo en la CBA, 10 temporadas en la liga italiana y un breve paso por Japón. Con 2,00 metros de estatura, lo hacía en la posición de alero. Es el padre del también jugador Nico Mannion.

## Trayectoria deportiva

### Universidad
Jugó durante cuatro temporadas con los Utes de la Universidad de Utah, en las que promedió 8,8 puntos, 4,6 asistencias y 3,6 rebotes por partido. En 1983 compartió el premio de Jugador del Año de la Western Athletic Conference con Michael Cage y Devin Durrant.

### Profesional
Fue elegido en la cuadragésimo tercera posición del Draft de la NBA de 1983 por Golden State Warriors, donde jugó una temporada, siendo un de los jugadores menos utilizados, promediando 2,1 puntos y 1,0 rebotes por partido. Antes del comienzo de la temporada 1984-85 fue despedido, fichando como agente libre por Utah Jazz. Allí jugó dos temporadas, en la primera de ellas con muy poca participación, jugando algo más en la segunda, en la que promedió 4,5 puntos y 1,4 rebotes por partido.
Después de no renovar contrato, en la temporada 1986-87 ficha por New Jersey Nets, donde sólo es alineado en 23 partidos, siendo el mejor de todos el que disputó ante Houston Rockets, donde jugó como titular y casi todo el partido, consiguiendo 25 puntos, 7 rebotes, 6 asistencias y 4 robos de balón.
Tras ser despedido en el mes de marzo, pasó el resto de la temporada en los Rockford Lightning de la CBA, equipo al que regresaría al año siguiente tras su breve paso por Milwaukee Bucks. En la temporada 1988-89 firma sendos contratos de diez días, primero con Detroit Pistons y posteriormente con Atlanta Hawks, pero su aportación a ambos equipos fue prácticamente nula, jugando menos de 10 minutos en cada uno de los diez partidos que disputó con ambos equipos.
En 1989 cruza el Atlántico para fichar por el Vismara Cantù de la liga italiana, donde jugó durante 4 temporadas, convirtiéndose en uno de los referentes del equipo, promediando en total 21,6 puntos y 4,1 rebotes por partido. En 1991 fue el gran artífice en la consecución de la Copa Korac anotando 68 puntos entre los dos partidos de la final a doble vuelta ante el Real Madrid.
En 1993 ficha por la Benetton Treviso, pero su rendimiento no es el esperado, promediando 12,5 puntos y 3,5 rebotes antes de ser despedido en el mes de enero tras 15 partidos. Regresa entonces a la CBA, jugando una temporada con los Sioux Falls Skyforce antes de regresar a Italia al año siguiente para fichar por la Juve Caserta de la Serie A2. Allí jugó una temporada, en la que promedió 19,0 puntos y 4,8 rebotes, para cambiar de equipo al año siguiente, marchándose al Cfm Reggio Emilia.
En 1997, ya con 37 años, decide prolongar su carrera en Japón, jugando una temporada con los NKK SeaHawks, para regresar a la liga italiana al año siguiente, donde se mantendía en activo hasta los 42 años, pasando por cuatro equipos diferentes. En el total de su carrera en Italia, en sus 10 temporadas promedió 18,1 puntos y 3,9 rebotes por partido.

## Estadísticas de su carrera en la NBA

### Temporada regular
| Año     | Equipo       | PJ  | PT | MPP  | %TC   | %3P  | %TL  | RPP | APP | ROB | TPP | PPP |
| ------- | ------------ | --- | -- | ---- | ----- | ---- | ---- | --- | --- | --- | --- | --- |
| 1983–84 | Golden State | 57  | 0  | 8.2  | .397  | .231 | .783 | 1.0 | 0.8 | 0.4 | 0.0 | 2.1 |
| 1984–85 | Utah         | 34  | 0  | 5.6  | .429  | .000 | .696 | 0.7 | 0.8 | 0.5 | 0.1 | 2.1 |
| 1985–86 | Utah         | 57  | 0  | 11.8 | .453  | .190 | .646 | 1.4 | 1.0 | 0.6 | 0.1 | 4.5 |
| 1986–87 | New Jersey   | 23  | 3  | 12.3 | .330  | .333 | .581 | 1.7 | 2.0 | 0.8 | 0.2 | 3.6 |
| 1987–88 | Milwaukee    | 35  | 1  | 13.6 | .407  | .167 | .676 | 1.5 | 1.6 | 0.4 | 0.2 | 3.5 |
| 1988–89 | Detroit      | 5   | 0  | 2.8  | 1.000 | .000 | .000 | 0.6 | 0.0 | 0.2 | 0.0 | 0.8 |
| 1988–89 | Atlanta      | 5   | 0  | 3.6  | .333  | .000 | .000 | 0.4 | 0.4 | 0.4 | 0.0 | 0.8 |
| Total   | Total        | 216 | 4  | 9.8  | .413  | .203 | .663 | 1.2 | 1.1 | 0.5 | 0.1 | 3.1 |

### Playoffs
| Año     | Equipo | PJ | PT | MPP | %TC  | %3P  | %TL  | RPP | APP | ROB | TPP | PPP |
| ------- | ------ | -- | -- | --- | ---- | ---- | ---- | --- | --- | --- | --- | --- |
| 1984–85 | Utah   | 8  | 0  | 5.1 | .333 | .000 | .833 | 0.9 | 0.5 | 0.1 | 0.3 | 2.3 |
| Total   | Total  | 8  | 0  | 5.1 | .333 | .000 | .833 | 0.9 | 0.5 | 0.1 | 0.3 | 2.3 |